# Ozero Botjevo
Ozero Botjevo (ryska: Озеро Бочево) är en sjö i Belarus.   Den ligger i voblasten Vitsebsks voblast, i den norra delen av landet, 210 km nordost om huvudstaden Minsk. Ozero Botjevo ligger 143 meter över havet. Arean är 0,19 kvadratkilometer. Den sträcker sig 0,4 kilometer i nord-sydlig riktning, och 0,7 kilometer i öst-västlig riktning.
I omgivningarna runt Ozero Botjevo växer i huvudsak blandskog. Runt Ozero Botjevo är det glesbefolkat, med 14 invånare per kvadratkilometer.